# Ferdinand I., bugarski car
Ferdinand I., rođen kao Ferdinand Maximilian Karl Leopold Maria von Sachsen-Coburg und Gotha (Beč, 26. veljače 1861. – Coburg, 10. rujna 1948.), bugarski knez (1887. – 1908.) i kralj (zapravo car) (1908. – 1918.) iz njemačke dinastije Sachsen-Coburg-Gotha.

## Životopis
Rođen je u Beču 1861. godine kao najmlađi sin u obitelji kneza Augusta i Celementine Orleanske, ogranku dinastije Sachsen-Coburg-Gotha, pod nazivom Sachsen-Coburg-Koháry. Bugarska Narodna skupština izabrala ga je 7. srpnja 1887. godine za kneza autonomne Kneževine Bugarske, koja je priznavala suverenitet Osmanskog Carstva. Imenovanje je provedeno nakon što je prethodni bugarski knez, Aleksandar Battenberg bio zbačen u državnom udaru 1886. godine.
Ferdinandov položaj vladara u Bugarskoj bio je osnažen 1893. godine ženidbom za talijansku princezu Mariju Lujzu iz francuske dinastije Bourbon-Parma i krštenjem svoga sina Borisa u pravoslavnoj crkvi 1896. godine. Godine 1908. iskoristio je aneksijsku krizu oko Bosne i Hercegovine i proglasio samostalnost Bugarske, a sebe carem. Iskoristio je daljnje jačanje Bugarske te je 1912. godine inicirao osnivanje Balkanske lige, neformalne koalcije u kojoj su sudjelovale Bugarska, Srbija, Grčka i Crna Gora, a kojoj je cilj bio oduzimanje osmanskih teritorija na europskom kopnu i njihova raspodjela među balkanskim državama. Ferdinandov plan se izjalovio kada se saveznici po okončanju Prvog balkanskog rata 1913. godine nisu uspjeli dogovoriti oko preraspodjele osvojenih teritorija pa su se Srbija i Grčka udružili protiv Bugarske u Drugom balkanskom ratu. Sukobu su se pridružile Rumunjska i Osmansko Carstvo, a rat je završen u srpnju 1913. godine porazom Bugarske.
Za vrijeme Prvog svjetskog rata (1914. – 1918.) stupio je u savez s Centralnim silama, zbog čega je nakon vojnog poraza, 3. listopada 1918. godine, abdicirao s prijestolja u korist svoga sina Borisa III.

### Zanimljivosti
Nakon vjenčanja u Italiji je 1893. godine je na putu do Mostara nakratko posjetio Metković.

## Vanjske poveznice
- Ferdinand I. Hrvatska enciklopedija
- Ferdinand Britannica (engl.)
- Ferdinand - biography.com  Arhivirana inačica izvorne stranice od 7. studenoga 2017. (Wayback Machine) (engl.)

| Ferdinand I., bugarski car Dinastija Sachsen-Coburg-GothaBočna linija Dinastija WettinRođ. 26. veljače 1861. Umr. 10. rujna 1948. |                                                      |                                                           |
| Vladarske titule |                                                      |                                                           |
| prethodnik Aleksandar | bugarski knez 7. srpnja 1887.–5. listopada 1908.     | proglašen carem bugarska neovisnost od Osmanskoga carstva |
| Nova titula kneževina postala kraljevina                                                                                          | Bugarski kralj 5. listopada 1908.–3. listopada 1918. | nasljednik Boris III.                                     |